# Nicolae Gropeanu
Nicolae Gropeanu (pseudonim al lui Nicolae Gropper, n. 28 noiembrie 1863, Bacău, Principatele Unite Române – d. 6 ianuarie 1936, Paris, Franța) a fost un pictor român de origine evreiască.
Ca student a fost premiat sub numele Naia Groper, dar apare în documente și ca Noah Gropper. La Paris semna Nicolas Gropeano .

## Viața și opera
Nicolae Gropeanu a fost un pastelist, pictor de gen, de figuri, portrete și ilustrator român. Elev al lui Theodor Aman și al lui Constantin I. Stăncescu, dar și al francezului Jacques Doucet, dicționarul Benezit menționează că „a debutat cu succes” la Salonul de la Paris ca „unul dintre șefii tinerei școli de pictură românească” .
S-a remarcat în special prin pasteluri înfățișând în mod rafinat portrete de copii, peisaje și scene orientale. În tinerețe, a fost colaborator asiduu la Figaro Illustré, realizând ilustrații pentru legendele Elenei Văcărescu. Este decorat cu Legiunea de Onoare, în grad de cavaler. A participat la expoziția Societății pentru dezvoltarea artelor în România – "Ileana" din 1898 și a organizat două expoziții personale la București, la Ateneul Român în octombrie 1909 și în decembrie 1912.
Statul francez i-a achiziționat mai multe opere.

## În Primul Război Mondial
În 1915, la inițiativa lui Philippe Berthelot, în Franța a fost înființată „Casa presei” (Maison de la Presse), cu scopul de organiza acțiuni de propagandă în țările neutre și aliate. În martie 1916, acest organ era preocupat de creșterea influenței Franței în România cu scopul de a contracara influența Germaniei și a favoriza intrarea României în Primul Război Mondial de partea Antantei și pentru a influența profund opinia publică. Între vectorii de comunicare prin care Franța dorea să se manifeste în România, a fost propaganda prin imagine: fotografii și filme dar și desene și picturi realizate de „cei mai buni artiști francezi sau neutri, prieteni ai Franței” scop în care a pus la dispoziția acestora reviste ilustrate „francofile sau neutre” care să publice reproduceri ale operelor acestora sau să le expună în expoziții. La inițiativa Armatei, din decembrie 1914 aceste acțiuni au fost organizate sub egida Ministerului de Război, misiune preluată din 1917 de Ministerul Instrucțiunii Publice și Artelor. În cadrul acestor operațiuni de propagandă, pictorul român Nicolae Orval Gropeanu a fost trimis pe frontul francez, cu numele Nicolas Gropeano, pentru a picta imagini care să ilustreze mersul războiului. Subiectele preponderent prezente în lucrările sale au fost satele în ruină. Picturile sale au fost expuse la București într-o expoziție organizată cu puțin înainte de intrarea României în război, în august 1916.

## Galerie de imagini

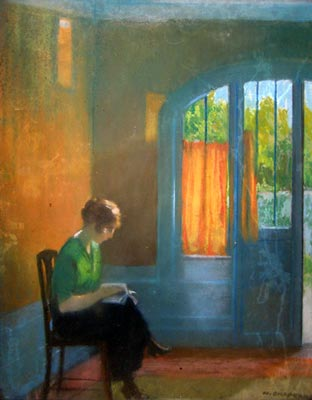
Femeie în interior
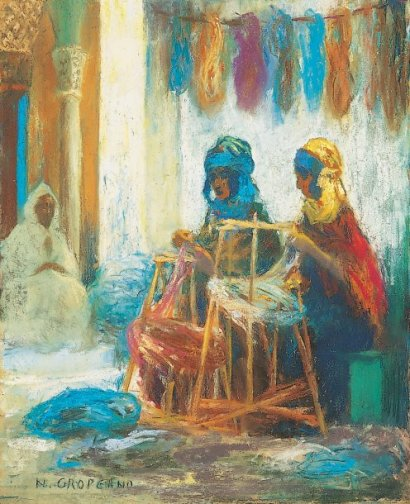
Țesătoare
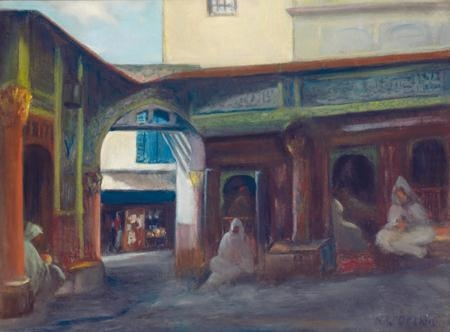
Le Cafe Fromentin, Casbah d'Alger
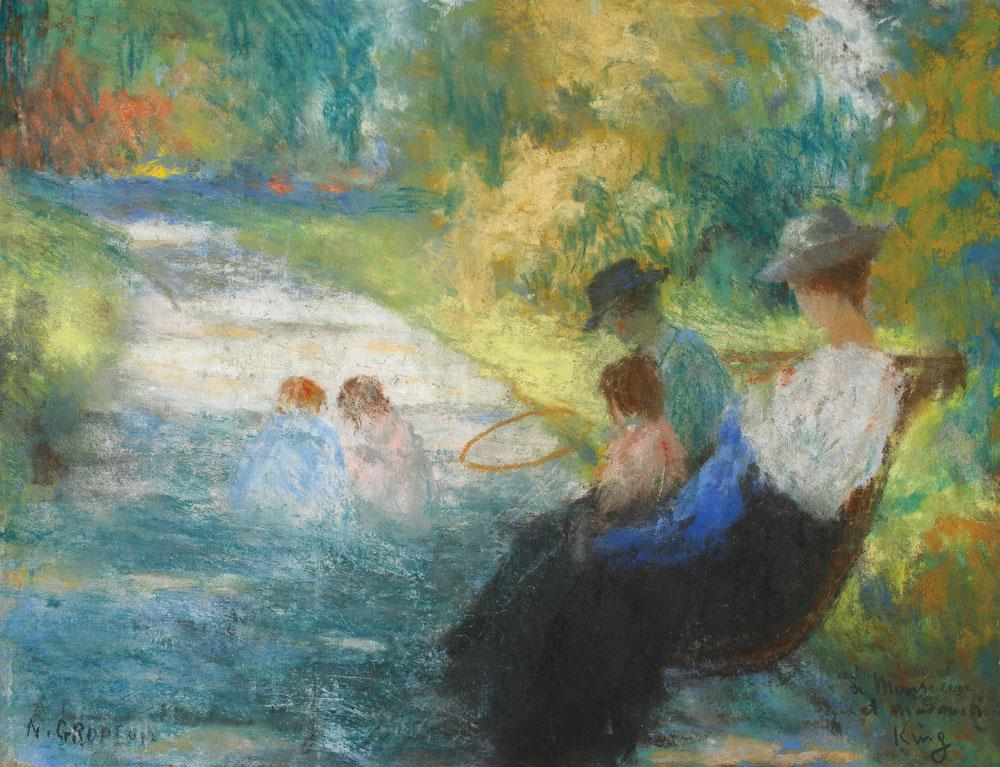
Scenă de duminică
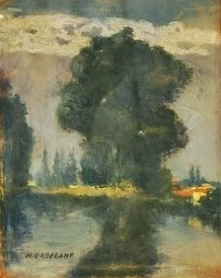
Peisaj
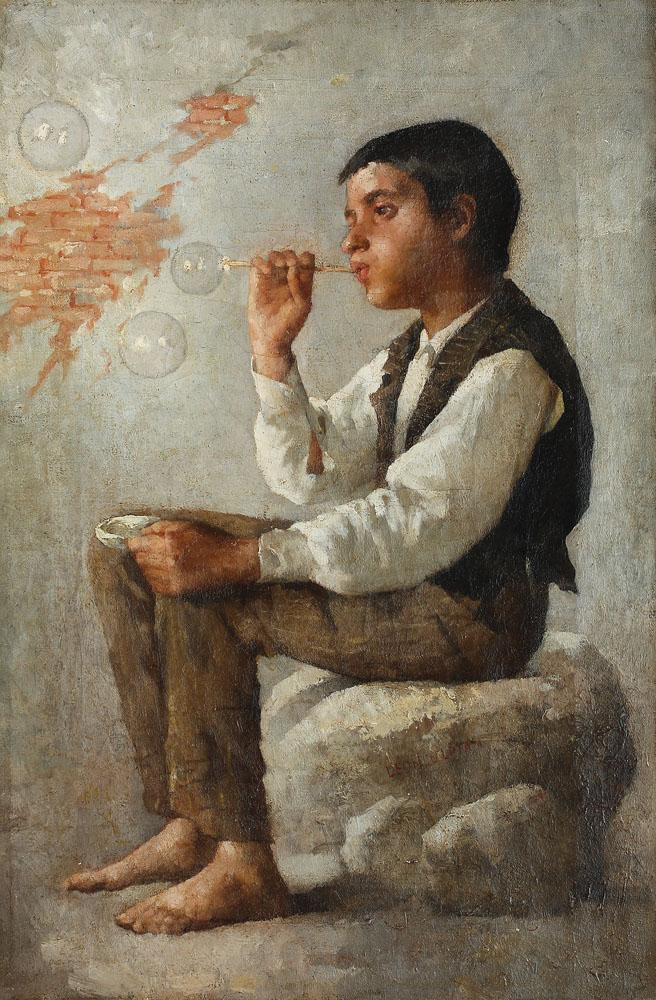
Balonașe